# Conopia auronitens
Conopia auronitens is een vlinder uit de familie van de wespvlinders (Sesiidae). De wetenschappelijke naam van de soort is voor het eerst geldig gepubliceerd in 1913 door Le Cerf.